# آئوداتا
آئوداتا (به یونانی باستان αὐδάτη) یک شاهزاده‌خانم ایلیریایی و اولین همسر فیلیپ دوم مقدونی بود.

## زندگی
او دختر یا نوه پادشاه ایلیریایی بردیلیس بود. فیلیپ دوم به منظور تمرکز بر مبارزه داخلی لازم برای حفظ تاج و تخت خود، معاهده‌ای را که ایلیریایی‌ها به زور اسلحه بر مقدونیه تحمیل کرده‌بودند، تایید کرد و با ازدواج با آئوداتا، اتحاد با بردیلیس را امضا کرد. این اقدام بدون شک از تهاجم تمام عیار ایلیری‌ها به مقدونیه در زمانی که کشور آسیب پذیرتر بود، جلوگیری کرد. در نتیجه فیلیپ دوم بلافاصله قدرت خود را تثبیت کرد، به طوری که در سال ۳۵۸ قبل از میلاد در نبردی سرنوشت ساز بردیلیس را شکست داد.